# Tole speciosa
Tole speciosa là một loài chân đều trong họ Janiroidea incertae sedis. Loài này được Bovallius miêu tả khoa học năm 1881.